# Cuirasser

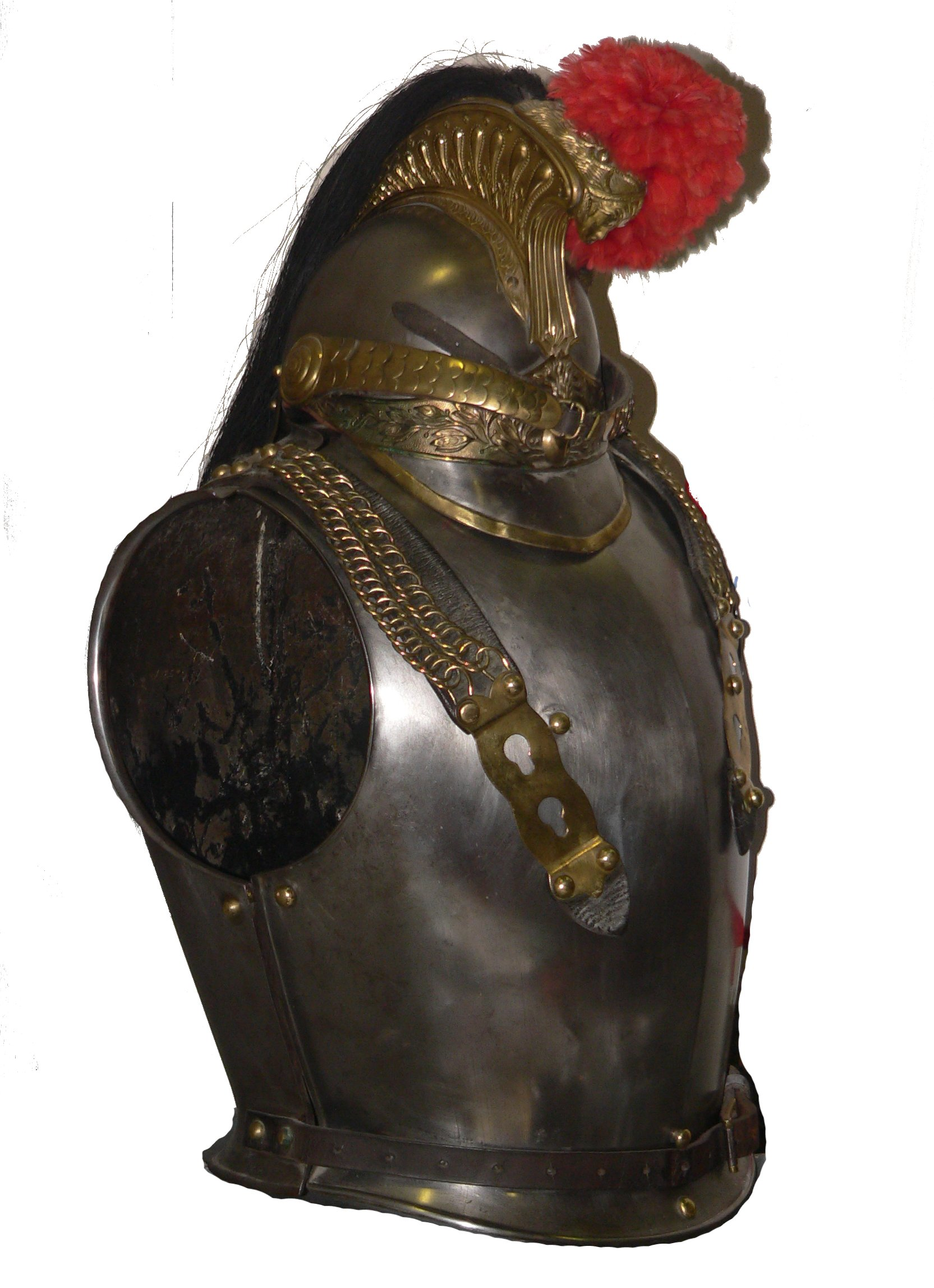
Casc i cuirassa de cuirasser francès (1854), ambdós d'estil ben representatiu

Els  cuirassers eren soldats de cavalleria equipats amb cuirassa (d'on el nom), armes de foc i armes blanques.
Les seves primeres intervencions foren a finals del segle XV a Europa, com a successors dels cavallers. El mot deriva de la cuirassa, la peça d'armadura que protegia el pit
A partir de Napoleó els cuirassers constituïren un dels cossos d'elit components de la cavalleria pesant. Al llarg del segle xix la lligadura més característica dels cuirassers fou un casc d'imitació clàssica, amb cimera sovint coronada de plomall, similar al casc de dragó del mateix període.